# Fitosfera
La fitosfera (dal greco phyton – pianta, sphaira – sfera) è la parte della biosfera abitata e sfruttata dalle piante.
Tale termine viene utilizzato soprattutto nell'ambito delle scienze ambientali per definire le piante non come singoli individui, bensì come un insieme ("sfera") in modo da studiare le relazioni che tale insieme ha con le altre parti della biosfera (cioè la zoosfera e l'antroposfera) e in generale con le altre "sfere" presenti sul pianeta (litosfera, idrosfera e atmosfera).